# Nguyễn Phúc Ngọc Ngoạn
Nguyễn Phúc Ngọc Ngoạn (chữ Hán: 阮福玉玩; 1794 – 1827), phong hiệu Đức Hòa Công chúa (德和公主), là một công chúa con vua Gia Long nhà Nguyễn trong lịch sử Việt Nam.

## Tiểu sử
Hoàng nữ Ngọc Ngoạn sinh năm Giáp Dần (1794), là con gái thứ sáu của vua Gia Long, mẹ là Tả cung tần Tống Thị Lâu.
Năm Gia Long thứ 17 (1818), tháng 3 (âm lịch), công chúa Ngọc Ngoạn lấy chồng là Vệ úy Mai Đức Nho, là con trai của Đô thống chế, Vĩnh Lại hầu Mai Đức Nghị. Phò mã Nho mất ngay vào năm đó, để công chúa sớm chịu cảnh góa chồng không con.
Năm Minh Mạng thứ 8 (1827), công chúa Ngọc Ngoạn mất, hưởng dương 34 tuổi, thụy là Trang Khiết (莊潔), không có con thừa tự. Bà Ngọc Ngoạn sau đó được truy tặng làm Đức Hòa Trưởng công chúa (德和長公主) dưới thời Minh Mạng, không rõ là vào năm nào.
Tẩm mộ của công chúa Đức Hòa hiện nay thuộc địa phận phường Thủy Xuân, Huế. Cách đó không xa về phía bắc là mộ phần của bà Cung tần Tống Thị Lâu.
Năm Minh Mạng thứ 21 (1840), vua cho đúc các con thú bằng vàng để ban thưởng cho các hoàng thân anh em và các trưởng công chúa. Những người đã mất, vua dụ cho bộ Lễ sắp đủ lễ nghi đem đến giao cho người thừa tự hoặc người giám thủ để thờ. Trưởng công chúa Ngọc Ngoạn được ban cho một con chim trĩ bằng vàng nặng 2 lạng 9 đồng cân.